# Landkreis Ludwigslust-Parchim
Der Landkreis Ludwigslust-Parchim ist ein Landkreis im Südwesten Mecklenburg-Vorpommerns. Mit 4752 km² Fläche ist der Kreis nach dem gleichzeitig gebildeten Landkreis Mecklenburgische Seenplatte der zweitgrößte Landkreis Deutschlands. Außerdem weist er die geringste Bevölkerungsdichte der Landkreise in Mecklenburg-Vorpommern auf. Kreisstadt ist Parchim. In Ludwigslust befindet sich eine Außenstelle der Verwaltung.

## Geografie
Das Kreisgebiet grenzt im Norden an den Landkreis Nordwestmecklenburg, die Landeshauptstadt Schwerin und den Schweriner See, im Nordosten an den Landkreis Rostock, im Osten an den Landkreis Mecklenburgische Seenplatte, im Süden an die brandenburgischen Landkreise Prignitz und Ostprignitz-Ruppin, im Südwesten an die niedersächsischen Landkreise Lüchow-Dannenberg und Lüneburg und im Nordwesten an den Kreis Herzogtum Lauenburg in Schleswig-Holstein.

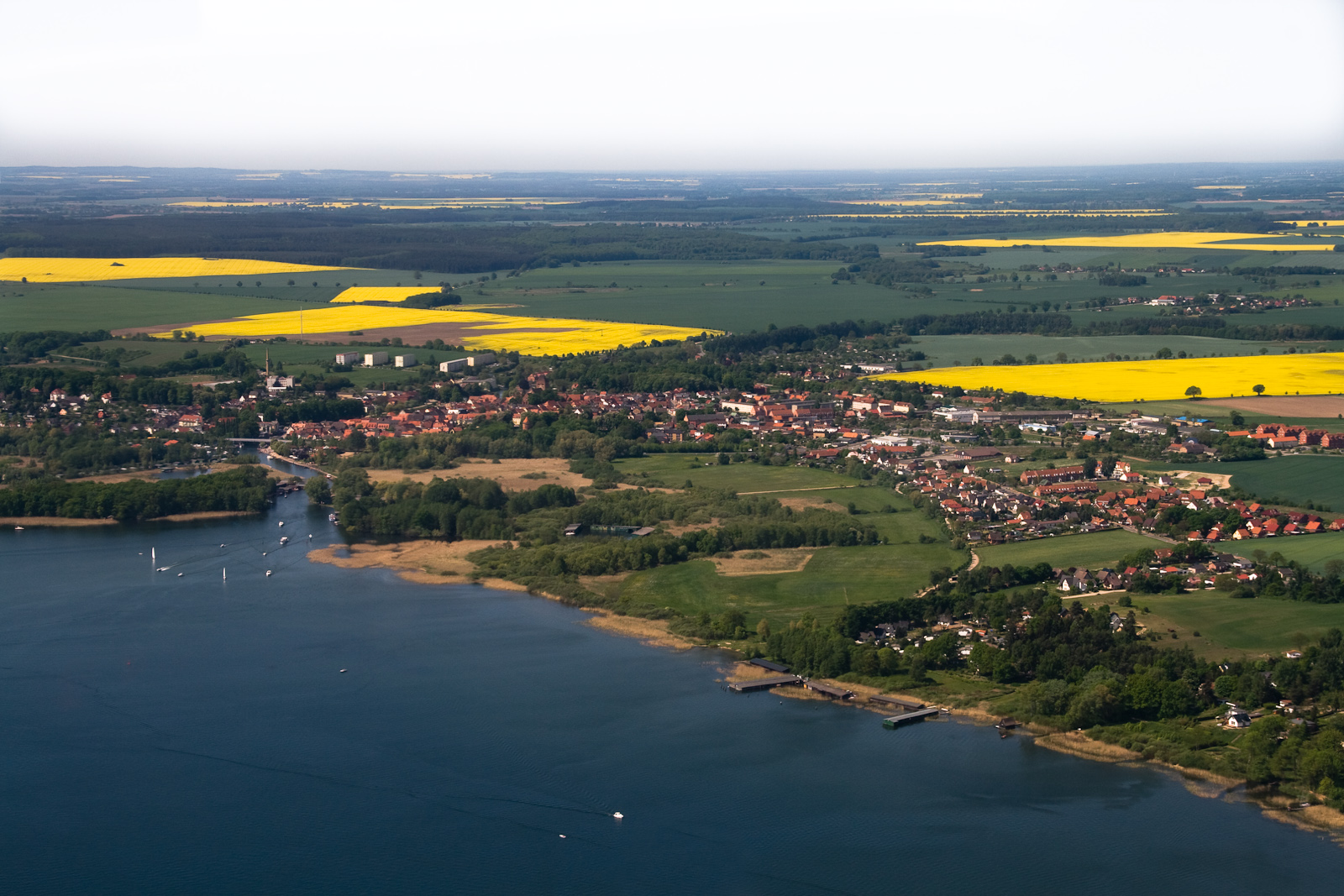
Plauer See und Elde

Die Dichte an Seen nimmt von der Sternberger Seenlandschaft im Nordosten über die Lewitz bis hin zur Griesen Gegend im Südwesten ab. Größere Seen sind der Plauer See, der Schaalsee, der Goldberger See und der Große Sternberger See. Markant sind auch die künstlich angelegten Fischteiche in der Lewitz. Die Elde, die im Nachbarkreis Mecklenburgische Seenplatte entspringt, zieht sich vom Plauer See nach Südwesten durch den Landkreis, nimmt dabei den Störkanal und kleinere Nebenflüsse auf und verzweigt sich bei Eldena in den Elde-Seitenkanal und die Alte Elde. Der Kanal mündet in Dömitz in die Elbe, die auf zwei Teilstücken dort und bei Boizenburg/Elbe die Grenze zu Niedersachsen bildet. Weiterhin entwässert die Sude mit den Nebenflüssen Schaale und Schilde in die Elbe und somit in Richtung Nordsee.
Die Quelle der Warnow liegt nördlich der Nordsee-Ostsee-Wasserscheide im Ort Grebbin. In einem Bogen durchzieht der Fluss den Nordosten des Kreises, nimmt dabei die Mildenitz auf und verlässt den Kreis in Richtung Rostock und Ostsee.
Die höchsten Erhebungen befinden sich mit den bis zu 176,8 m ü. NHN hohen Ruhner Bergen bei Marnitz im Süden des Landkreises. Der Ruhner Berg ist nach den Helpter Bergen die zweithöchste Erhebung im Land Mecklenburg-Vorpommern.
Raumordnerisch kann die Region durch ihre Nähe zur Metropolregion Hamburg sowie die Lage zwischen den Metropolregionen von Berlin und Kopenhagen-Malmö profitieren, ebenso durch die Regiopole Rostock.

## Geschichte
Siehe auch: Geschichte der Landkreise Parchim und Ludwigslust

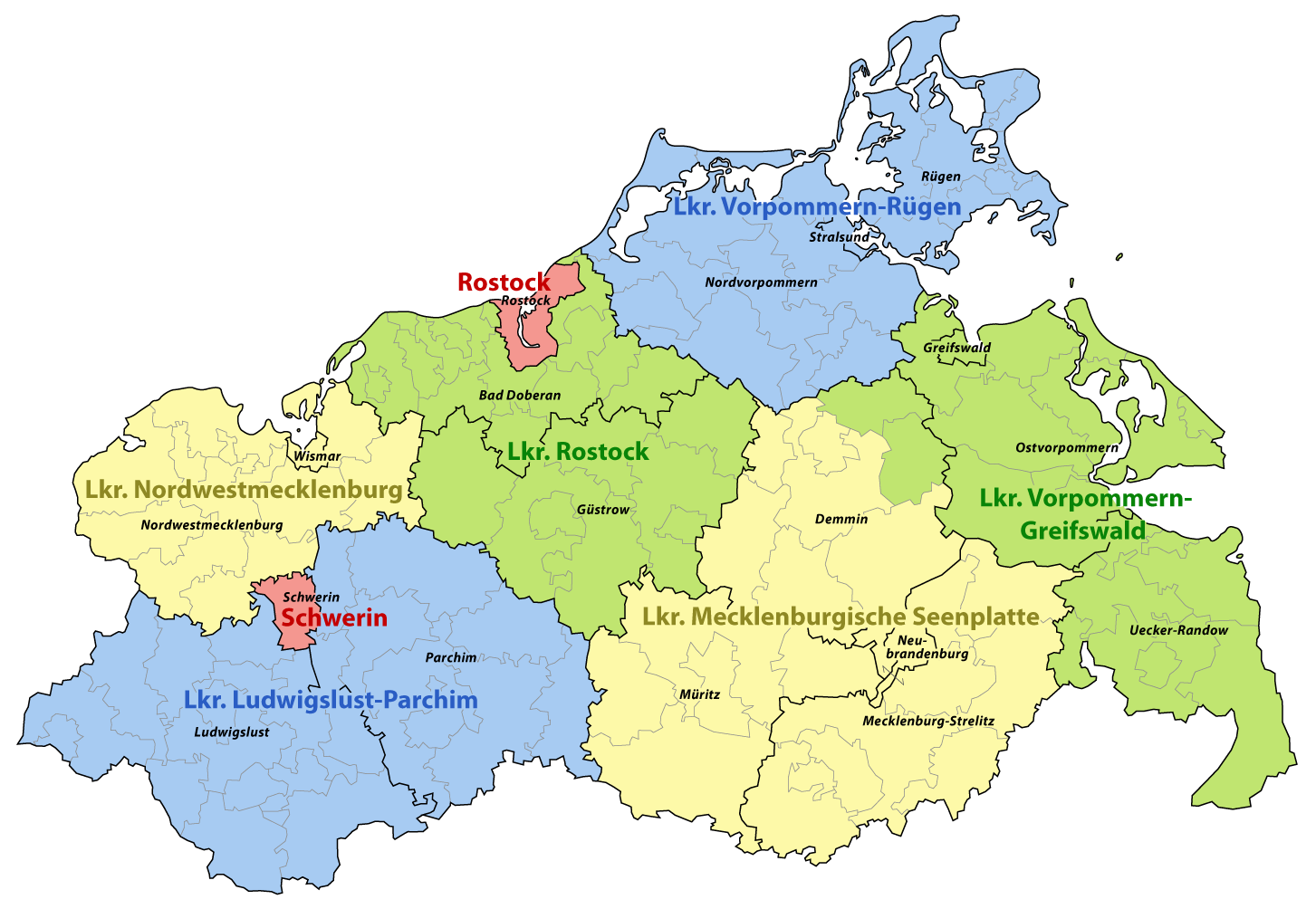
Auswirkungen der Kreisgebietsreform 2011 in Mecklenburg-Vorpommern

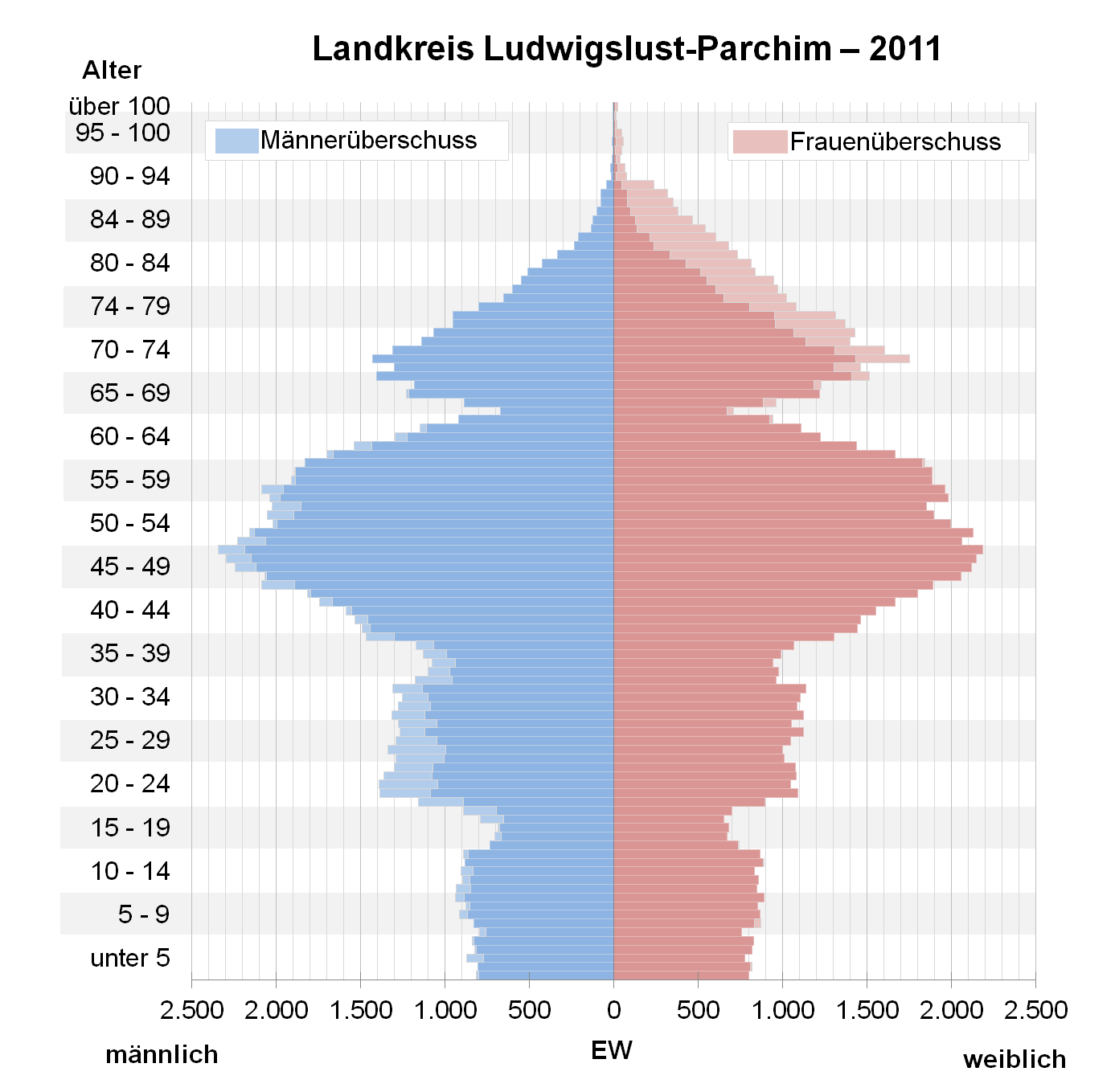
Bevölkerungspyramide für den Kreis Ludwigslust-Parchim (Datenquelle: Zensus 2011)

Bereits für das Jahr 2009 war in Mecklenburg-Vorpommern eine Kreisgebietsreform vorgesehen, in der die bisherigen Landkreise Parchim und Ludwigslust zusammen mit dem Landkreis Nordwestmecklenburg, der Hansestadt Wismar und dem geplanten Kreissitz Schwerin, in einem Landkreis Westmecklenburg aufgehen sollten. Dieser geplante Landkreis entsprach dem Namen und der Ausdehnung nach der gesetzlich festgelegten Planungsregion des Landes. Diese Planungen wurden nach Verfassungsbeschwerden mehrerer Landkreise in einem Urteil des Landesverfassungsgerichts Greifswald 2007 gestoppt.
Die für 2011 angesetzte Kreisgebietsreform konnte nach Abweisung der Klagen mehrerer Landkreise durchgeführt werden. Der vorläufige Planungsname des neuen Großkreises war Landkreis Südwestmecklenburg. Beide früheren Kreisstädte rangen um die Erhaltung des Kreissitzes. In den Beratungen zum Gesetz über die Kreisgebietsreform entschied sich der Landtag am 7. Juli 2010 für die einwohnerstärkere Stadt Parchim.
Am Tag des Inkrafttretens der Kreisgebietsreform und gleichzeitig mit der Landtagswahl wählten die Bürger den neuen Kreistag und stimmten über den Kreisnamen ab. Dabei entschieden sich 55,4 % der Wähler mit gültigen Stimmen für die vom bisherigen Landkreis Ludwigslust vorgeschlagene Bezeichnung Landkreis Ludwigslust-Parchim. Zur Wahl stand auch der Name Landkreis Parchim-Ludwigslust.

## Ämter und Gemeinden
Das Oberzentrum für den Landkreis ist die nicht kreisangehörige Stadt Schwerin. Für den westlichen Teil haben auch Lübeck und Hamburg oberzentrale Funktionen. Die größten Städte sind Parchim, Ludwigslust und Hagenow, die Mittelzentren des Landkreises sind.
Im Regionalen Raumentwicklungsprogramm Westmecklenburg von 2011 sind zudem folgende Grundzentren im Landkreis definiert: Boizenburg/Elbe, Brüel, Crivitz, Dömitz, Goldberg, Grabow, Lübtheen, Lübz, Neustadt-Glewe, Plau am See, Sternberg, Wittenburg, Zarrentin am Schaalsee.
(Einwohnerzahlen am 31. Dezember 2024)
Amtsfreie Gemeinden
1. Boizenburg/Elbe, Stadt * (11.048)
2. Hagenow, Stadt * (12.022)
3. Lübtheen, Stadt (4433)
4. Ludwigslust, Stadt * (11.961)
5. Parchim, Stadt * (17.893)

Ämter mit amtsangehörigen Gemeinden und Städten

* Sitz der Amtsverwaltung
| - 1. Amt Boizenburg-Land (6573) [Sitz: Boizenburg/Elbe] 1. Bengerstorf (482) 2. Besitz (443) 3. Brahlstorf (679) 4. Dersenow (447) 5. Gresse (619) 6. Greven (803) 7. Neu Gülze (818) 8. Nostorf (583) 9. Schwanheide (678) 10. Teldau (657) 11. Tessin b. Boizenburg (364) - 2. Amt Crivitz (24.733) 1. Banzkow (2620) 2. Barnin (466) 3. Bülow (315) 4. Cambs (619) 5. Crivitz, Stadt * (4601) 6. Demen (1217) 7. Dobin am See (2026) 8. Friedrichsruhe (860) 9. Gneven (338) 10. Langen Brütz (473) 11. Leezen (2096) 12. Pinnow (2013) 13. Plate (3283) 14. Raben Steinfeld (1031) 15. Sukow (1517) 16. Tramm (822) 17. Zapel (436) - 3. Amt Dömitz-Malliß (8278) 1. Dömitz, Stadt * (2864) 2. Grebs-Niendorf (538) 3. Karenz (211) 4. Malk Göhren (414) 5. Malliß (1110) 6. Neu Kaliß (1870) 7. Vielank (1271) - 4. Amt Eldenburg Lübz (11.588) 1. Gallin-Kuppentin (431) 2. Gehlsbach (518) 3. Granzin (360) 4. Kreien (366) 5. Kritzow (457) 6. Lübz, Stadt * (5892) 7. Passow (686) 8. Ruhner Berge (1723) 9. Siggelkow (842) 10. Werder (313) | - 5. Amt Goldberg-Mildenitz (6193) 1. Dobbertin (1045) 2. Goldberg, Stadt * (3236) 3. Mestlin (757) 4. Neu Poserin (497) 5. Techentin (658) - 6. Amt Grabow (10.682) 1. Balow (315) 2. Brunow (296) 3. Dambeck (274) 4. Eldena (1153) 5. Gorlosen (441) 6. Grabow, Stadt * (5422) 7. Karstädt (597) 8. Kremmin (247) 9. Milow (362) 10. Möllenbeck (191) 11. Muchow (274) 12. Prislich (711) 13. Zierzow (399) - 7. Amt Hagenow-Land (8481) [Sitz: Hagenow] 1. Alt Zachun (354) 2. Bandenitz (531) 3. Belsch (216) 4. Bobzin (261) 5. Bresegard bei Picher (285) 6. Gammelin (481) 7. Groß Krams (165) 8. Hoort (564) 9. Hülseburg (149) 10. Kirch Jesar (657) 11. Kuhstorf (686) 12. Moraas (470) 13. Pätow-Steegen (404) 14. Picher (632) 15. Pritzier (436) 16. Redefin (532) 17. Strohkirchen (310) 18. Toddin (885) 19. Warlitz (463) - 8. Amt Ludwigslust-Land (8240) [Sitz: Ludwigslust] 1. Alt Krenzlin (741) 2. Bresegard bei Eldena (191) 3. Göhlen (546) 4. Groß Laasch (926) 5. Lübesse (689) 6. Lüblow (550) 7. Rastow (1875) 8. Sülstorf (819) 9. Uelitz (482) 10. Warlow (475) 11. Wöbbelin (946) | - 9. Amt Neustadt-Glewe (7482) 1. Blievenstorf (428) 2. Brenz (488) 3. Neustadt-Glewe, Stadt * (6566) - 10. Amt Parchimer Umland (7970) [Sitz: Parchim] 1. Domsühl (1288) 2. Groß Godems (382) 3. Karrenzin (516) 4. Lewitzrand (1381) 5. Obere Warnow (736) 6. Rom (792) 7. Spornitz (1180) 8. Stolpe (335) 9. Ziegendorf (597) 10. Zölkow (763) - 11. Amt Plau am See (7906) 1. Barkhagen (572) 2. Ganzlin (1374) 3. Plau am See, Stadt * (5960) - 12. Amt Sternberger Seenlandschaft (11.610) 1. Blankenberg (379) 2. Borkow (415) 3. Brüel, Stadt (2557) 4. Dabel (1301) 5. Hohen Pritz (362) 6. Kloster Tempzin (577) 7. Kobrow (392) 8. Kuhlen-Wendorf (762) 9. Mustin (333) 10. Sternberg, Stadt * (3769) 11. Weitendorf (326) 12. Witzin (437) - 13. Amt Stralendorf (11.763) 1. Dümmer (1563) 2. Holthusen (986) 3. Klein Rogahn (1360) 4. Pampow (3040) 5. Schossin (247) 6. Stralendorf * (1353) 7. Warsow (652) 8. Wittenförden (2421) 9. Zülow (141) - 14. Amt Wittenburg (9176) 1. Wittenburg, Stadt * (6300) 2. Wittendörp (2876) - 15. Amt Zarrentin (10.060) 1. Gallin (555) 2. Kogel (643) 3. Lüttow-Valluhn (819) 4. Vellahn (2731) 5. Zarrentin am Schaalsee, Stadt * (5312) |

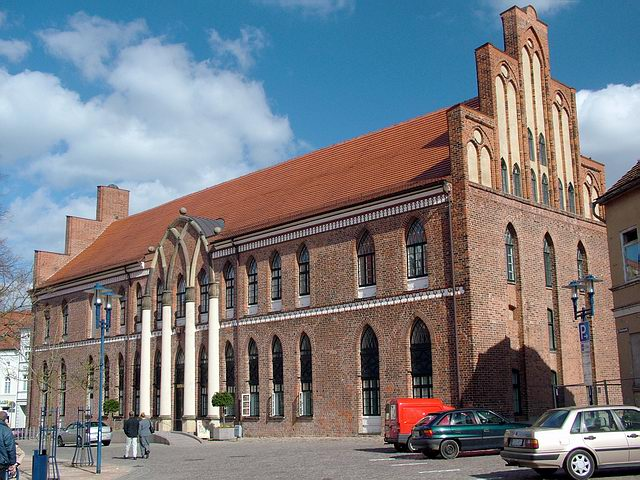
Parchimer Rathaus
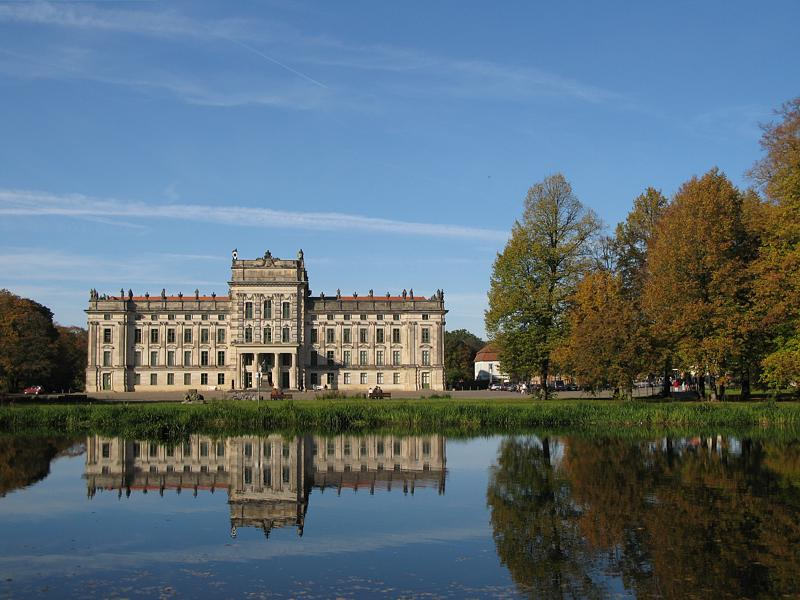
Schloss Ludwigslust
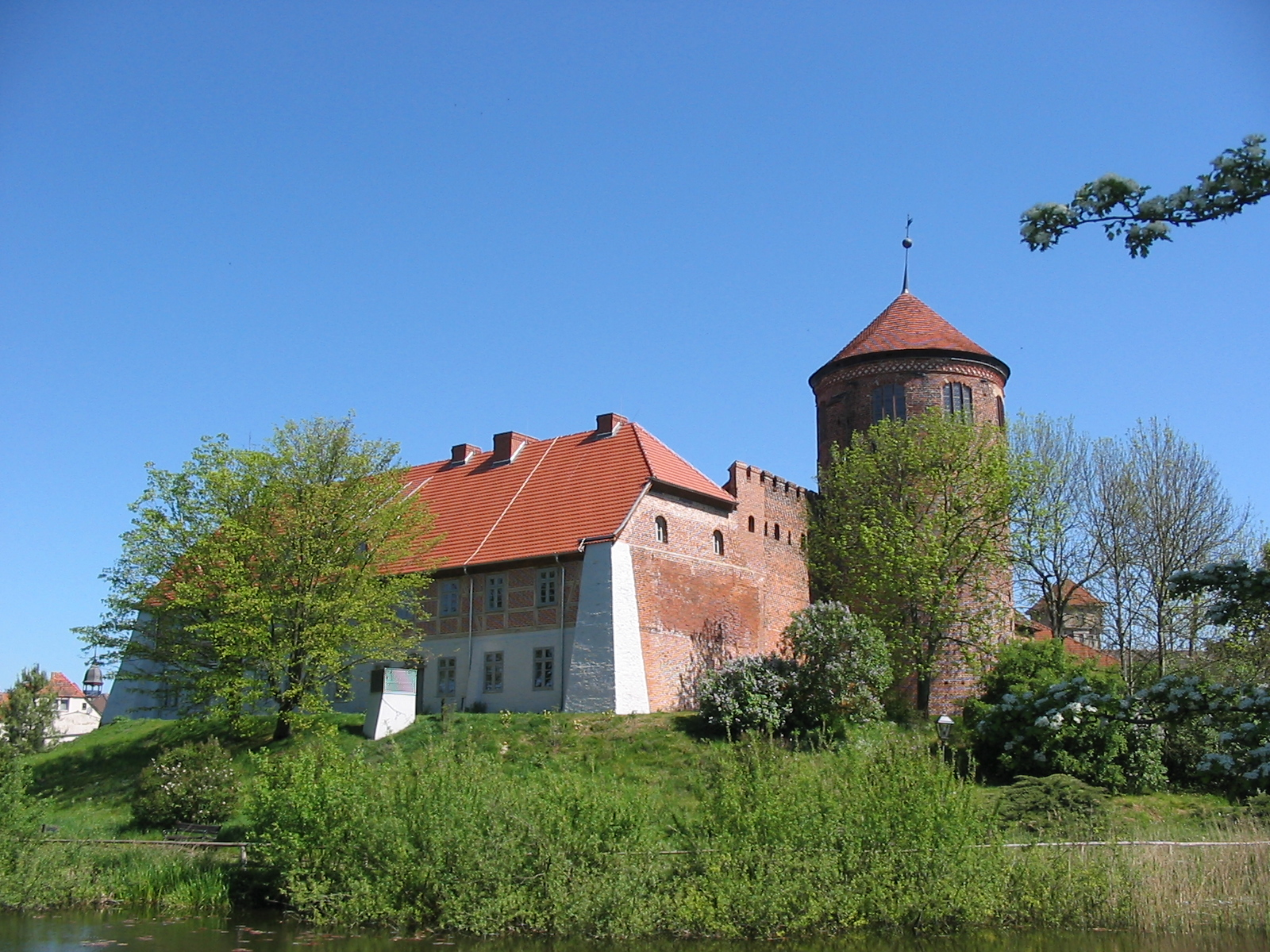
Alte Burg Neustadt-Glewe
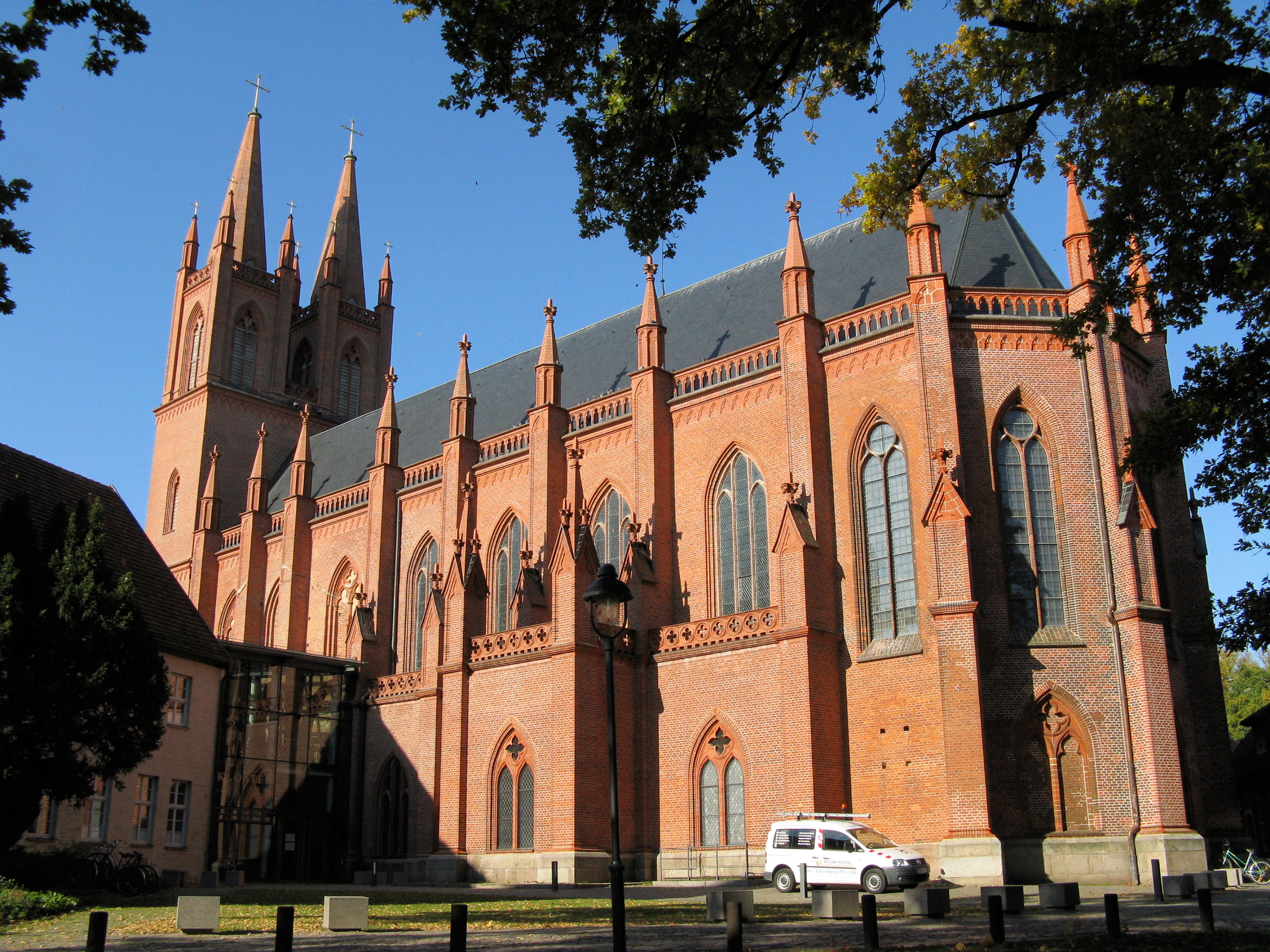
Kloster Dobbertin
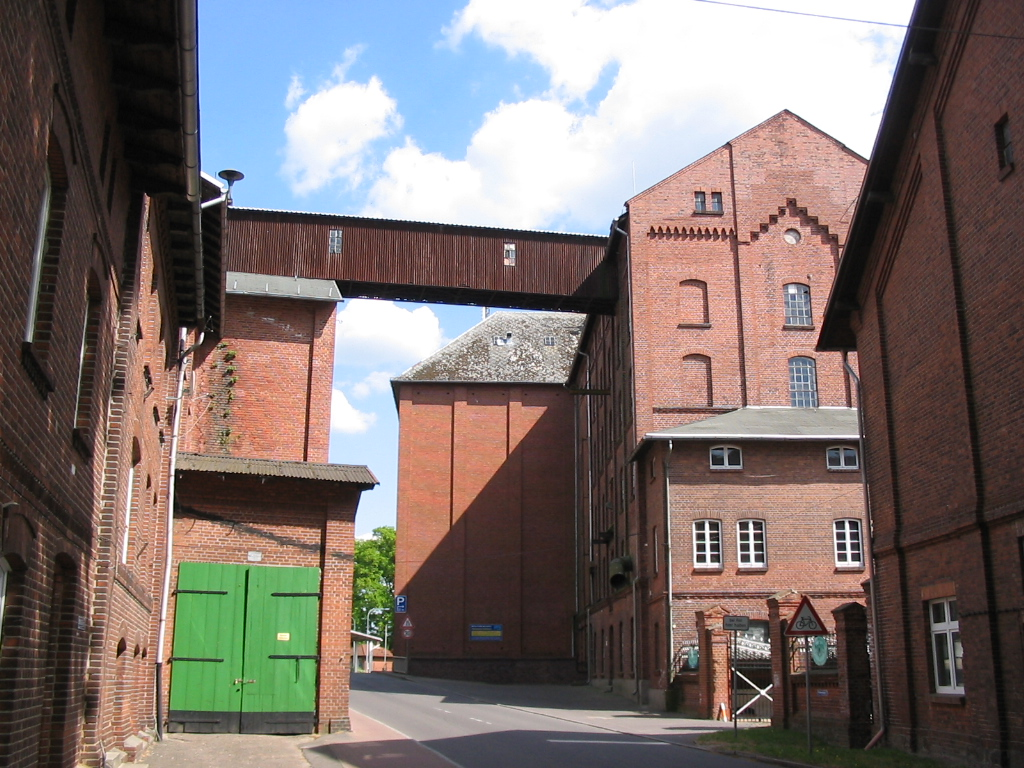
Ehemalige Wassermühle in Neu Kaliß
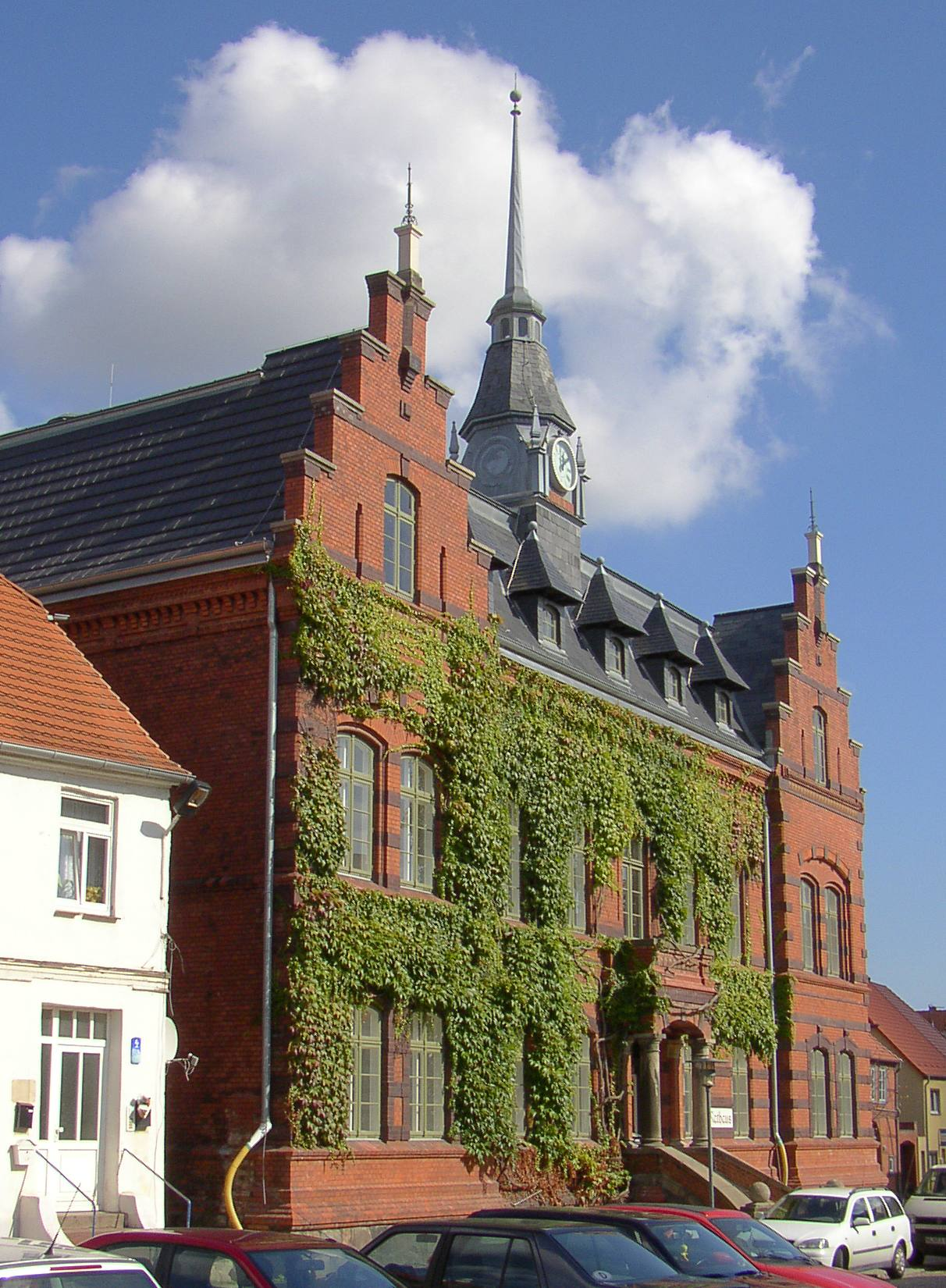
Rathaus Plau am See

## Gebietsänderungen
- Fusion der Gemeinden Grebbin und Herzberg – Neubildung der Gemeinde Obere Warnow (1. Januar 2012)
- Auflösung der Gemeinden Diestelow und Wendisch Waren – Eingemeindung nach Goldberg (1. Januar 2012)
- Auflösung der Gemeinde Godern – Eingemeindung nach Pinnow (1. Januar 2012)
- Auflösung der Gemeinde Groß Niendorf – Eingemeindung nach Zölkow (1. Januar 2012)
- Fusion der Ämter Banzkow, Crivitz (1992–2013) und Ostufer Schweriner See – Neubildung des Amtes Crivitz (1. Januar 2014)
- Fusion der Gemeinden Karbow-Vietlübbe und Wahlstorf – Neubildung der Gemeinde Gehlsbach (1. Januar 2014)
- Auflösung der Gemeinden Buchberg, Ganzlin und Wendisch Priborn – Neubildung der Gemeinde Ganzlin (25. Mai 2014)
- Auflösung der Gemeinde Lutheran – Eingemeindung nach Lübz (25. Mai 2014)
- Auflösung der Gemeinde Severin – Eingemeindung nach Domsühl (25. Mai 2014)
- Auflösung der Gemeinde Damm – Eingemeindung nach Parchim (25. Mai 2014)
- Auflösung der Gemeinden Körchow und Lehsen – Eingemeindung nach Wittenburg (25. Mai 2014)
- Auflösung der Gemeinde Steesow – Eingemeindung nach Grabow (1. Januar 2016)
- Auflösung der Gemeinden Langen Jarchow und Zahrensdorf – Neubildung der Gemeinde Kloster Tempzin (1. Januar 2016)
- Auflösung der Gemeinden Marnitz, Suckow und Tessenow – Neubildung der Gemeinde Ruhner Berge (1. Januar 2019)
- Auflösung der Gemeinde Gischow – Eingemeindung nach Lübz (26. Mai 2019)
- Auflösung der Gemeinde Leussow – Eingemeindung nach Göhlen (26. Mai 2019)
- Auflösung der Gemeinden Setzin und Toddin – Neubildung der Gemeinde Toddin (26. Mai 2019)

## Politik

### Kreistag
Der Kreistag des Landkreises Ludwigslust-Parchim besteht aus 76 Abgeordneten. Gemäß dem Ergebnis der Wahl vom 9. Juni 2024 setzt sich der Kreistag wie folgt zusammen:
- DIE LINKE.: 6
- BSW: 6
- SPD: 12
- GRÜNE: 3
- ABLR: 2
- AfL: 1
- Freier Horizont LUP: 1
- VAH: 1
- WLD: 1
- FDP: 2
- FREIE WÄHLER: 1
- CDU: 20
- AfD: 19
- Die Heimat: 1

| Parteien und Wählergemeinschaften | Parteien und Wählergemeinschaften                                      | Prozent 2024 | Sitze 2024 | Prozent 2019 | Sitze 2019 | Prozent 2014 | Sitze 2014 | Prozent 2011 | Sitze 2011 | Prozent 2009 |        |
| --------------------------------- | ---------------------------------------------------------------------- | ------------ | ---------- | ------------ | ---------- | ------------ | ---------- | ------------ | ---------- | ------------ | ------ |
| CDU                               | Christlich Demokratische Union Deutschlands                            | 26.1         | 20         | 25,9         | 20         | 32,0         | 25         | 27,7         | 21         | 33,8         |        |
| AfD                               | Alternative für Deutschland                                            | 23.9         | 19         | 12,5         | 09         | 02,9         | 02         | 0–           | 0–         | 0–           |        |
| SPD                               | Sozialdemokratische Partei Deutschlands                                | 15.6         | 12         | 22,0         | 18         | 25,5         | 20         | 32,3         | 25         | 25,5         |        |
| BSW                               | Bündnis Sahra Wagenknecht                                              | 9.1          | 06         | 0–           | 0–         | 0–           | 0–         | 0–           | 0–         | 0–           |        |
| DIE LINKE.                        | DIE LINKE.                                                             | 7.7          | 06         | 16,2         | 12         | 17,8         | 14         | 17,8         | 14         | 18,2         |        |
| GRÜNE                             | Bündnis 90/Die Grünen                                                  | 03.1         | 03         | 06,2         | 05         | 04,1         | 03         | 05,6         | 04         | 04,4         |        |
| FDP                               | Freie Demokratische Partei                                             | 02.7         | 02         | 04,7         | 04         | 03,9         | 03         | 04,8         | 04         | 08,4         |        |
| ABLR                              | Allianz Bauern und ländlicher Raum                                     | 02.7         | 02         | 02,5         | 02         | 05,9         | 04         | –            | –          | –            |        |
| FREIE WÄHLER                      | FREIE WÄHLER                                                           | 01.8         | 01         | 02,1         | 02         | 00,9         | 01         | 01,1         | 01         | 0–           |        |
| AfL                               | Alternative für Ludwigslust                                            | 01.5         | 01         | 01,1         | 01         | 01,3         | 01         | 0–           | 0–         | 0–           |        |
| Freier Horizont LUP               | Freier Horizont – Aktionsbündnis für den Landkreis Ludwigslust-Parchim | 01.3         | 01         | 02,5         | 02         | 0–           | 0–         | 0–           | 0–         | 0–           |        |
| Heimat                            | Heimat und Identität                                                   | 01.3         | 01         | 01,7         | 01         | 03,5         | 03         | 05,5         | 04         | 04,1         |        |
| VAH                               | Vorwärts Altkreis Hagenow                                              | 00,8         | 01         | 0–           | 0–         | 0–           | 0–         | 0–           | 0–         | 0–           |        |
| WLD                               | Wir leben Demokratie                                                   | 00.7         | 01         | 00,8         | 01         | 0–           | 0–         | 0–           | 0–         | 0–           |        |
| AWD                               | Aktive Wählergemeinschaft Dobbertin                                    | 00,5         | 0–         | 00,6         | 0–         | 00,4         | 0–         | 0–           | 0–         | 0–           |        |
| BÜNDNIS DEUTSCHLAND               | BÜNDNIS DEUTSCHLAND                                                    | 00,3         | 0–         | 0–           | 0–         | 0–           | 0–         | 0–           | 0–         | 0–           |        |
| WGP                               | Wählergruppe Gemeinde Plate                                            | 00,2         | 0–         | 0–           | 0–         | 0–           | 0–         | 0–           | 0–         | 0–           |        |
| AWGV                              | Allgemeine Wählergemeinschaft Großgemeinde Vellahn                     | 0–           | 0–         | 00,3         | 0–         | 0–           | 0–         | 0–           | 0–         | 0–           |        |
| PIRATEN                           | Piratenpartei Deutschland                                              | 0–           | 0–         | 0–           | 0–         | 00,8         | 01         | 0–           | 0–         | 0–           |        |
| WG „Wöbbelin“                     | Wählergruppe „Wöbbelin“                                                | 0–           | 0–         | 0–           | 0–         | 00,2         | 0–         | 0–           | 0–         | 0–           |        |
| Sonst.                            | Sonstige                                                               | 0–           | 0–         | 0–           | 0–         | 0–           | 0–         | 04,4         | 03         | 04,8         |        |
| EB                                | Einzelbewerber                                                         | 00,8         | 0–         | 00,7         | 0–         | 00,7         | 0–         | 00,7         | 01         | 00,7         |        |
| Gesamt                            | Gesamt                                                                 | 100          | 77         | 100          | 77         | 100          | 77         | 100          | 77         | 100          |        |
| Wahlbeteiligung                   | Wahlbeteiligung                                                        | 65,9 %       | 65,9 %     | 58,6 %       | 58,6 %     | 50,5 %       | 50,5 %     | 54,5 %       | 54,5 %     | 50,6 %       | 50,6 % |

- FREIE WÄHLER ist 2011 als Freie Wähler SWM angetreten.
- Sonstige: 2011: ABLR (3,2 %), AUF (0,5 %), BfL (0,6 %) und DIE PARTEI (0,1 %); 2009: Agrarbündnis (0,7 %), AWK (0,1 %), BBLR (2,8 %), BfB (0,5 %) und BfL (0,7 %).
- Einzelbewerber: 2014: Klaus-Dieter Feige (0,2 %), Henry Topp (0,2 %), Maria Griepentrog (0,1 %), Birgit Pfaff (0,1 %), Reiner Preis (0,1 %), Günter Nowak (0,0 %) und David Gliese (0,0 %); 2011: Olaf Hinrichs; 2009: k. A.
- Das Ergebnis der Kreistagswahl 2009 wurde umgerechnet auf das Wahlgebiet 2011.

### Landrat
Bei der am 4. September 2011 gleichzeitig mit der Landtags- und Kreistagswahl stattgefundenen Landratswahl entfielen bei 53,9 % Wahlbeteiligung 45,7 % der Stimmen auf Rolf Christiansen (SPD), den bisherigen Landrat des Landkreises Ludwigslust, und 33 % auf Gudrun Stein (CDU), weiterhin traten Kandidaten der Linken und der NPD an. Da niemand die absolute Mehrheit erreichte, fand am 18. September 2011 zwischen dem Kandidaten der SPD und der Kandidatin der CDU eine Stichwahl statt. Dabei setzte sich bei einer Wahlbeteiligung von 29,1 % Rolf Christiansen mit einem Stimmenanteil von 63,6 % durch.
Am 27. Mai 2018 fand eine Neuwahl zum Landrat statt. Der bisherige Amtsinhaber Rolf Christiansen trat dabei aus gesundheitlichen Gründen nicht erneut an. Zum neuen Landrat wurde Stefan Sternberg (SPD) mit einer Mehrheit von 60 % gewählt. Gegenkandidat war Klaus-Michael Glaser. Die siebenjährige Amtszeit von Sternberg begann am 13. Oktober 2018.

### Wappen, Flagge und Dienstsiegel
Am 8. Mai 2014 hat der Kreistag Ludwigslust-Parchim die Annahme eines von Heinz Kippnick entworfenen Wappens beschlossen, das mit Änderung der Hauptsatzung vom 27. Januar 2015 zum offiziellen Kreiswappen wurde.
Blasonierung: „Gespalten und halb geteilt, vorn in Blau ein schreitender, golden (gelb) bewehrter silberner (weißer) Graureiher, hinten oben in Gold (Gelb) ein hersehender, golden (gelb) gekrönter schwarzer Stierkopf mit geschlossenem Maul, unten in Rot zwei zusammengewachsene goldene (gelbe) Eichenblätter mit goldener (gelber) Eichel.“
Es zeigt vorn einen Graureiher, der für die Natur, die Artenvielfalt und den Wasserreichtum des Kreises steht. Der Stierkopf entstammt sowohl dem Wappen Mecklenburgs als auch dem des Altkreises Parchim, der Eichenzweig entstammt dem Wappen des Altkreises Ludwigslust.
Die Gemeindewappen des Landkreises sind in der Liste der Wappen im Landkreis Ludwigslust-Parchim aufgeführt.
Ebenfalls durch die Satzungsänderung vom 27. Januar 2015 gab sich der Landkreis eine Flagge. Diese ist im Verhältnis ein Drittel zu zwei Drittel der Länge des Flaggentuchs gespalten und halbgeteilt. Das Feld am Liek ist Blau. Das Feld am fliegenden Ende ist gleichmäßig längsgestreift von Gelb und Rot. Auf den Feldern liegen jeweils die Figuren des Landkreiswappens: im Feld am Liek mittig ein schreitender, gelb bewehrter weißer Graureiher, am fliegenden Ende jeweils mittig in der Hälfte am Spalt im oberen Feld etwas nach unten verschoben ein gelbgekrönter schwarzer Stierkopf mit geschlossenem Maul, im unteren Feld etwas nach oben verschoben zwei zusammengewachsene gelbe Eichenblätter mit gelber Eichel. Die Höhe des Flaggentuches verhält sich zur Länge wie 3 zu 5.
Das Dienstsiegel zeigt das Wappen des Landkreises Ludwigslust-Parchim und die Umschrift „LANDKREIS LUDWIGSLUST-PARCHIM“.

## Wirtschaft und Verkehr

### Wirtschaft
Die Wirtschaft des Landkreises wird stark durch den Tourismus geprägt. Laut Zukunftsatlas 2019 hat der Landkreis „hohe Zukunftsrisiken“, im Ranking aller 401 deutschen Landkreise und kreisfreien Städte belegt der Landkreis Ludwigslust-Parchim Rang 374.
Größere Werke sind unter anderem die Hydraulik Nord, die Hansa Baustoffwerke sowie mehrere Call-Center in der Kreisstadt Parchim. Die Fliesenwerke in Boizenburg/Elbe, das Süßwarenwerk in Grabow, der Nahrungsmittelhersteller Carl Kühne KG in Hagenow, die Lebensmittelhersteller Dr. Oetker und Stern-Wywiol in Wittenburg, die Edeka Nord und Tchibo GmbH in Gallin/Valluhn an der A 24 zählen zu den größten Arbeitgebern im Landkreis.

### Verkehr

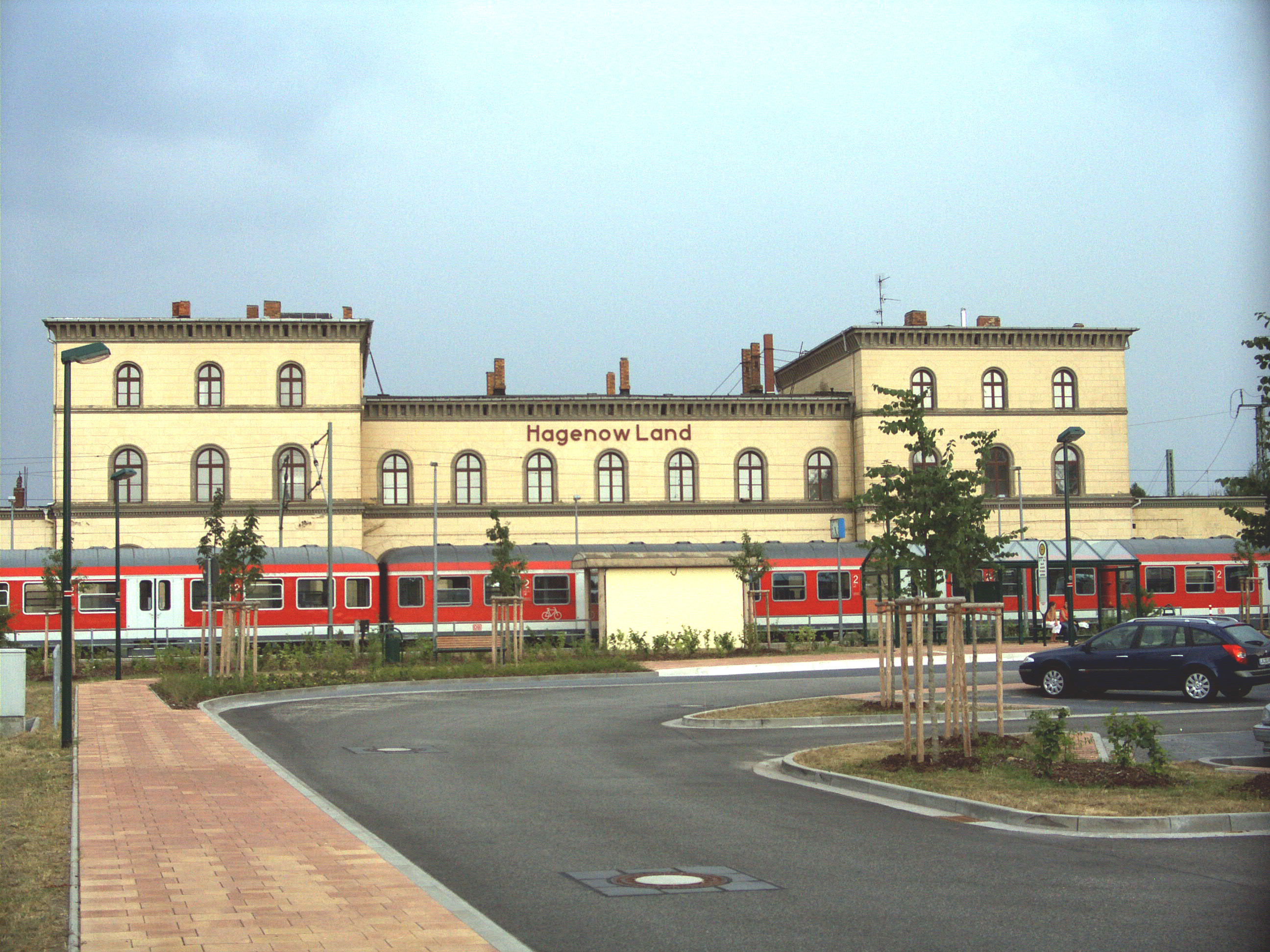
Bahnhof Hagenow Land

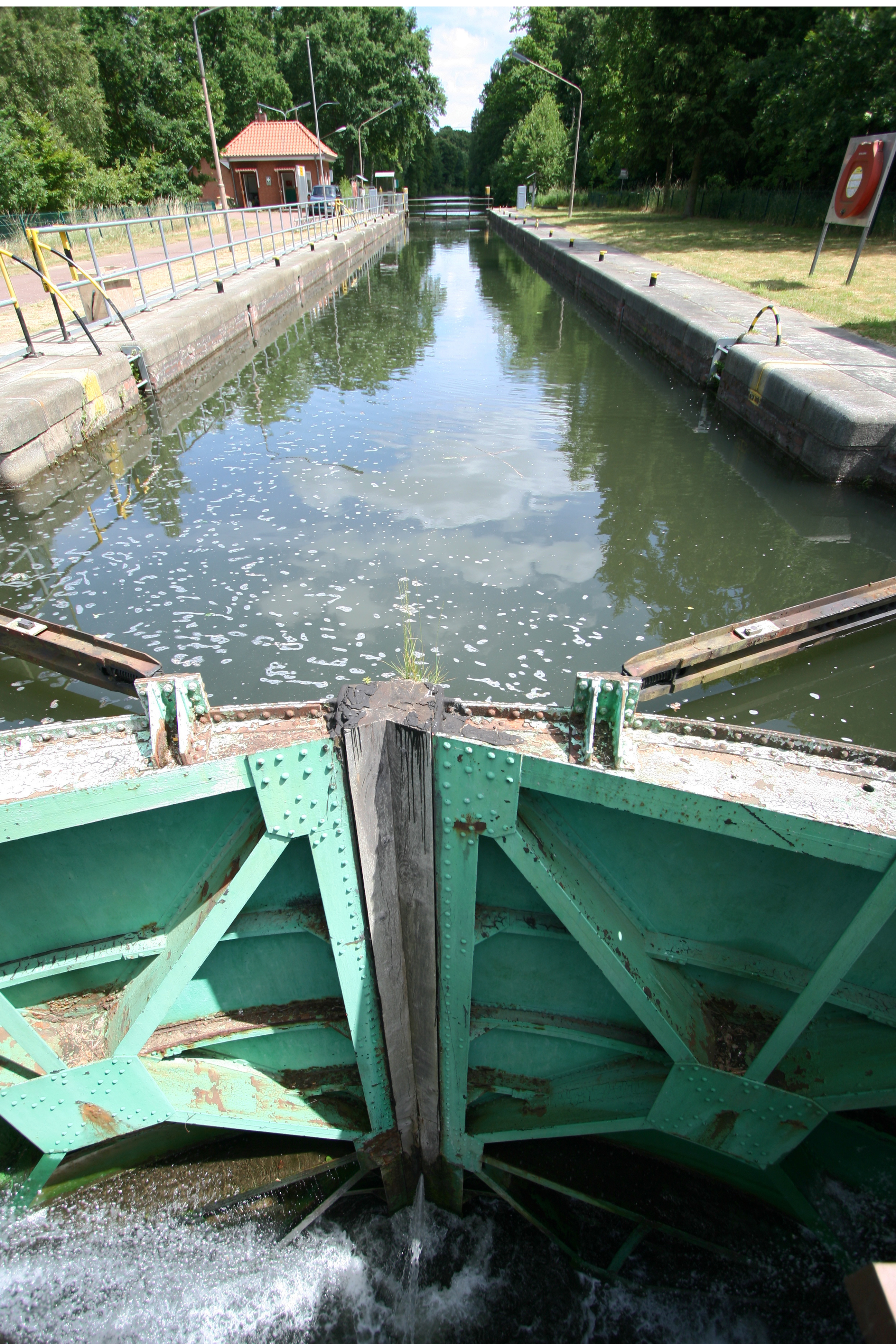
Eldeschleuse in Bobzin

Durch den Landkreis Ludwigslust-Parchim verläuft die Bundesautobahn 24 zwischen Berlin und Hamburg. Am Autobahnkreuz Schwerin zweigt die Bundesautobahn 14 in Richtung Norden nach Schwerin und Wismar ab. Richtung Süden führt die A 14 seit Dezember 2015 bis Grabow an die B 191 bzw. B 5. Der Lückenschluss der A 14 zwischen Magdeburg und Schwerin ist bereits im Bau. Durch das Kreisgebiet führen die Bundesstraßen 5, 103, 104, 191, 192, 195, 198, 321 und 392.
Im Schienenpersonennahverkehr werden die elektrifizierten und zweigleisigen Hauptstrecken Berlin–Hamburg, Ludwigslust–Wismar und Hagenow Land–Schwerin sowie die eingleisigen, nicht elektrifizierten Nebenbahnen Schwerin–Parchim, Ludwigslust–Parchim und Parchim–Karow(–Waren) (seit 2015 nur noch Sonderfahrten) bedient. Nur einzelne Züge der auf der Strecke Berlin–Hamburg verkehrenden ICE halten in Ludwigslust.
Den Busverkehr im Kreis mit 173 Buslinien, sowie Rufbusangeboten, betreibt die Verkehrsgesellschaft Ludwigslust-Parchim.
Die Müritz-Elde-Wasserstraße und die Stör-Wasserstraße sind als Bundeswasserstraßen ausgewiesen.
Der Flughafen Parchim sollte eine größere Rolle in der Wirtschaft des Landkreises spielen. Mit Geldern eines chinesischen Investors entstand ein neuer Tower, geplant waren Fracht- sowie Passagierflüge zwischen China und Parchim.
Im Mai 2019 stellte die Betreibergesellschaft des Flughafens Schwerin-Parchim einen Insolvenzantrag, zur Ablösung der Schulden wird der Flughafen z. B. als Lagerplatz für Kraftfahrzeuge oder als Rennstrecke umgenutzt.

## Schutzgebiete
Im Landkreis befinden sich 59 ausgewiesene Naturschutzgebiete (Stand Februar 2017).
Zudem befinden sich im Gebiet des Landkreises Teile des Naturparks Nossentiner/Schwinzer Heide und des Naturparks Sternberger Seenland. Der ehemalige Naturpark Mecklenburgisches Elbetal ist im Biosphärenreservat Flusslandschaft Elbe-Mecklenburg-Vorpommern aufgegangen. Daneben befinden sich Teile des Biosphärenreservats Schaalsee im Landkreis.

## Kfz-Kennzeichen
Am 4. September 2011 wurden dem Landkreis zunächst die Unterscheidungszeichen LWL (Ludwigslust) und PCH (Parchim) der beiden Altkreise zugewiesen. Am 1. August 2013 wurde dann das neue Unterscheidungskennzeichen LUP freigegeben. Im Rahmen der Kennzeichenliberalisierung sind seit diesem Tag neben LWL und PCH auch die Kürzel HGN (Hagenow), LBZ (Lübz) und STB (Sternberg) erhältlich.